# Tobias Heindl

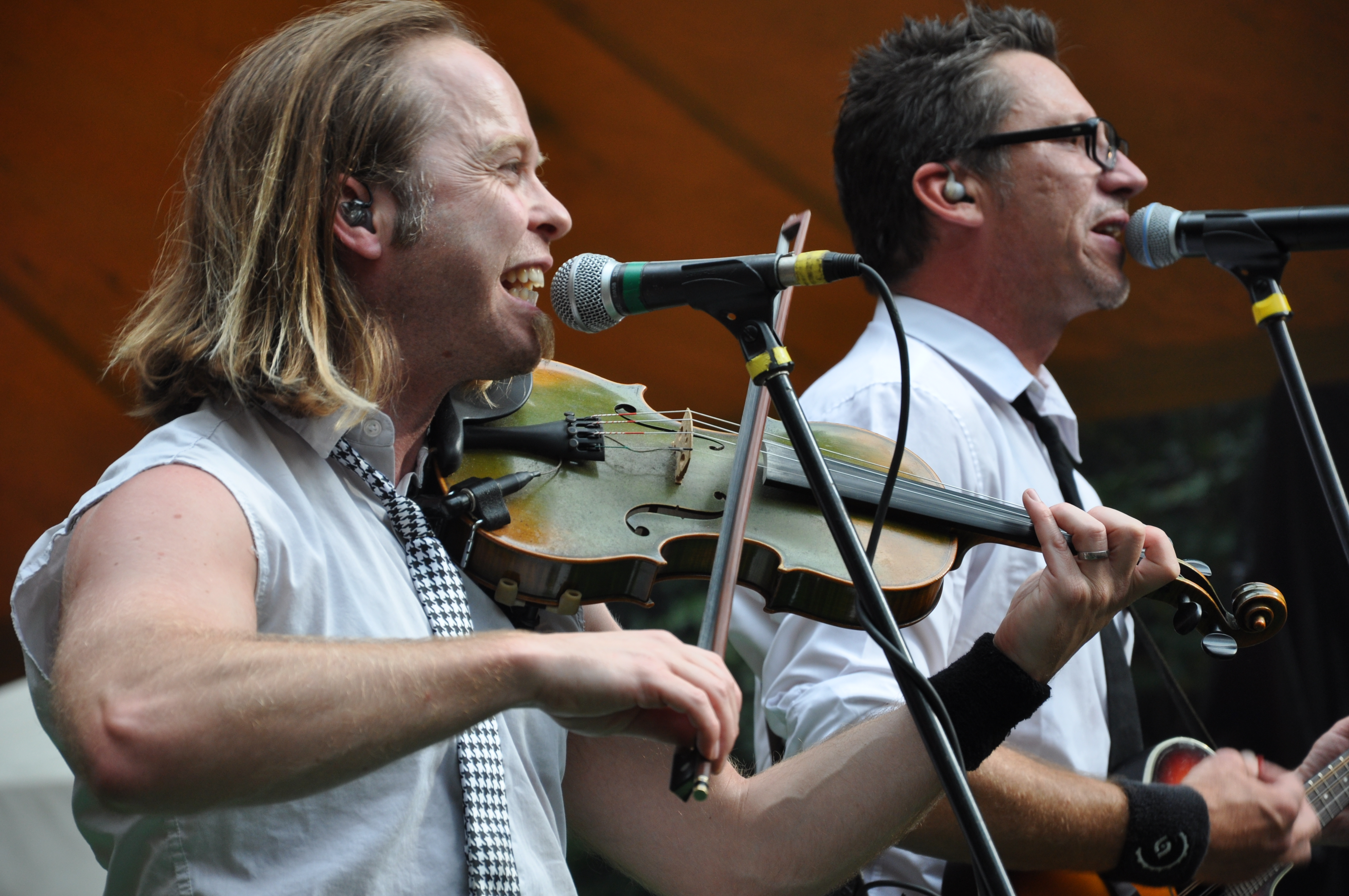
Tobias Heindl als Teil von Fiddler’s Green auf dem Feuertal-Festival 2013 in Wuppertal

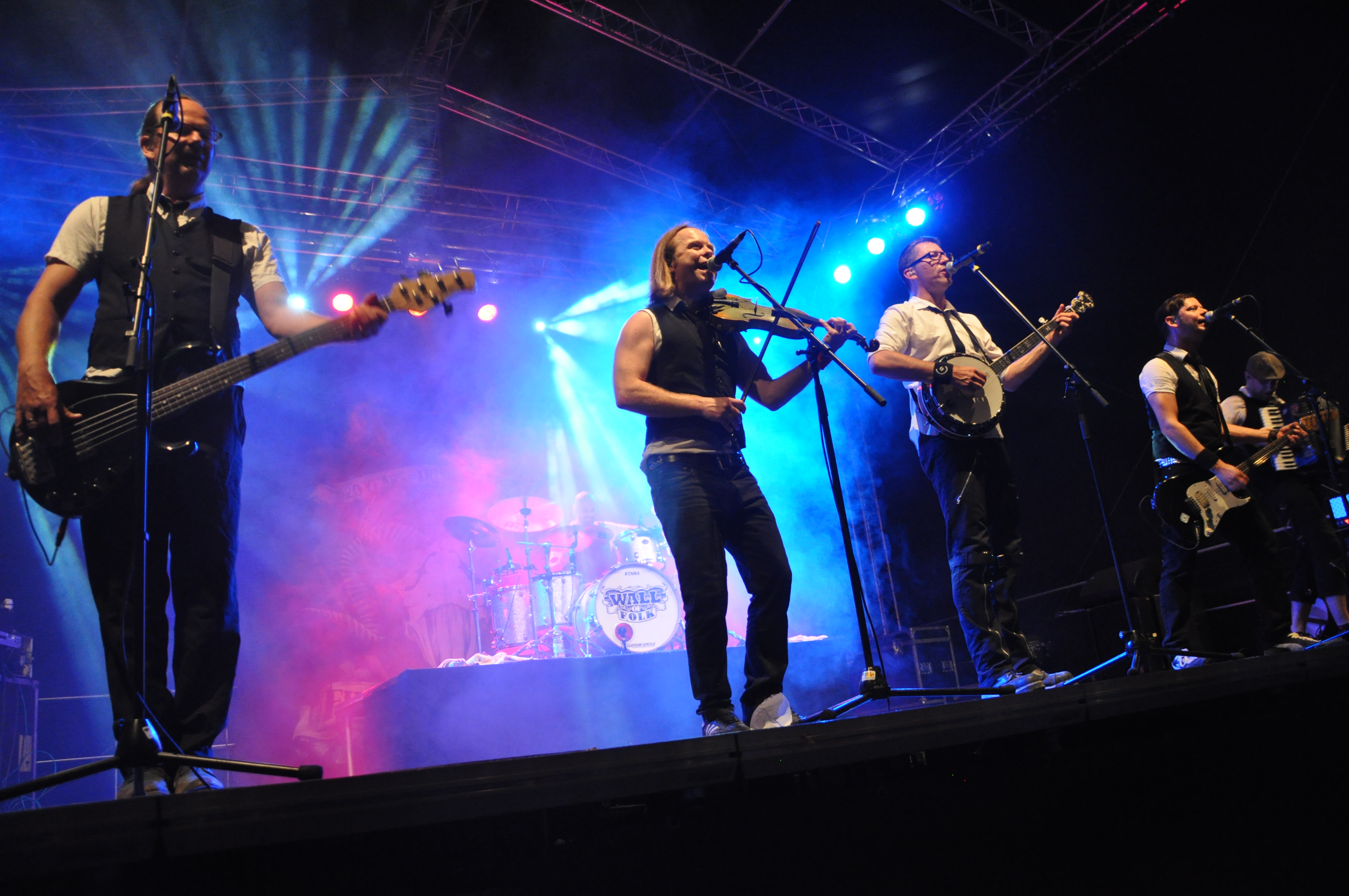
Tobias Heindl mit Fiddler’s Green beim Festival Folk am Neckar 2013 in Neckarelz

Tobias „Tobi“ Heindl (* 20. November 1974) ist ein deutscher Violinist. Er ist auch bekannt unter dem Pseudonym „Der grüne Geiger“.

## Biografie
Heindl erhielt seinen ersten Geigenunterricht im Alter von sieben Jahren. Er gewann als Teenager mehrere 1. Preise beim Jugendmusikwettbewerb Jugend musiziert. Er war Konzertmeister im Schulorchester und erhielt ein Gaststipendium am Meistersinger Konservatorium in Nürnberg von 1990 bis 1994. An der Hochschule für Musik Nürnberg studierte er nach dem Abitur von 1995 bis 1996 Geige, Gitarre und Musikalische Früherziehung, von 1999 bis 2005 dann in Regensburg Lehramt Realschule mit den Schwerpunkten Musik und Deutsch.
1996 produzierte er sein erstes Demotape, seit 2000 ist er Violinist und Sänger bei Fiddler’s Green. Ferner arbeitete er als Studiomusiker für De-Phazz, Feuerschwanz, J.B.O., Merlons Lichter, Donikkl, Schinderhannes und für viele andere Bands. Als Livemusiker arbeitete er u. a. mit Schandmaul zusammen. Für Mathias Kellner bearbeitete er eine bayrische Coverversion von Leonard Cohens Halleluja.